# Unione dei Contadini e dei Verdi di Lituania
L'Unione dei Contadini e dei Verdi di Lituania (in lituano: Lietuvos Valstiečių ir Žaliųjų Sąjunga - LVŽS) è un partito politico verde conservatore attivo in Lituania dal 2004.
Affermatosi come Unione Popolare dei Contadini di Lituania (Lietuvos Valstiečių Liaudininkų Sąjunga - LVLS), ha assunto l'attuale denominazione nel 2012.
Il partito si è affermato dalla confluenza tra due distinti soggetti politici:
- il Partito dei Contadini di Lituania (Lietuvos Valstiečių Partija -  LVP);
- il Partito della Nuova Democrazia (Naujosios Demokratijos Partija - NDP).

A seguito delle elezioni parlamentari lituane del 2020, LVŽS è all'opposizione del governo Šimonytė.

## Storia
LVP ed NDP si presentarono congiuntamente alle elezioni parlamentari del 2004, nell'ambito della coalizione denominata Unione dei Partiti dei Contadini e della Nuova Democrazia (Valstiečių ir Naujosios Demokratijos Partijų Sąjungos - VNDPS), che ottenne il 6,6% dei voti; fu eletto Gintaras Didžiokas, esponente dell'NDP, che aderì al gruppo parlamentare dell'UEN.
Alle successive elezioni europee del 2004 conseguì il 7,4% dei voti ed ottenne un seggio. Nel 2006 i due partiti si sciolsero definitivamente: il nuovo soggetto politico debuttò alle elezioni parlamentari del 2008, in cui registrò una significativa flessione ottenendo solo il 3,7%.
Inizialmente VNDPS fu esclusa dal governo di centro-sinistra (DP, LSDP, NS), poi, nel 2006, formò il nuovo governo con i socialdemocratici di LSDP e i centristi-liberali di LiCS. Il governo, però, poté reggere solo grazie all'astensione dei conservatori di Unione della Patria - Democratici Cristiani di Lituania.
Alle elezioni del 2008 gli agrari sono al 3,7% dei voti ed hanno eletto appena 3 deputati, tutti nel maggioritario.
Alle politiche del 2012, invece, pur incrementando di poco i propri consensi e giungendo al 3,9%, gli agrari ecologisti ottennero appena 1 seggio.
Alle elezioni politiche del 2016 gli agrari ecologisti hanno un balzo nei consensi, ottenendo il 22,4% di voti ed eleggendo 54 parlamentari.

## Risultati elettorali
| Elezione          | Voti    | %     | Seggi    |
| ----------------- | ------- | ----- | -------- |
| Parlamentari 2004 | 78.902  | 6,60  | 10 / 141 |
| Europee 2004      | 89.452  | 7,41  | 1 / 13   |
| Parlamentari 2008 | 46.162  | 3,73  | 3 / 141  |
| Europee 2009      | 10.285  | 1,82  | 0 / 12   |
| Parlamentari 2012 | 53.141  | 4,05  | 1 / 140  |
| Europee 2014      | 75.643  | 6,61  | 1 / 11   |
| Parlamentari 2016 | 274.108 | 22,45 | 54 / 141 |
| Europee 2019      | 158.018 | 12,57 | 2 / 11   |
| Parlamentari 2020 | 204.791 | 18,07 | 32 / 141 |
| Europee 2024      | 61.907  | 9,1   | 1 / 11   |